# Adolf von Wilbrandt

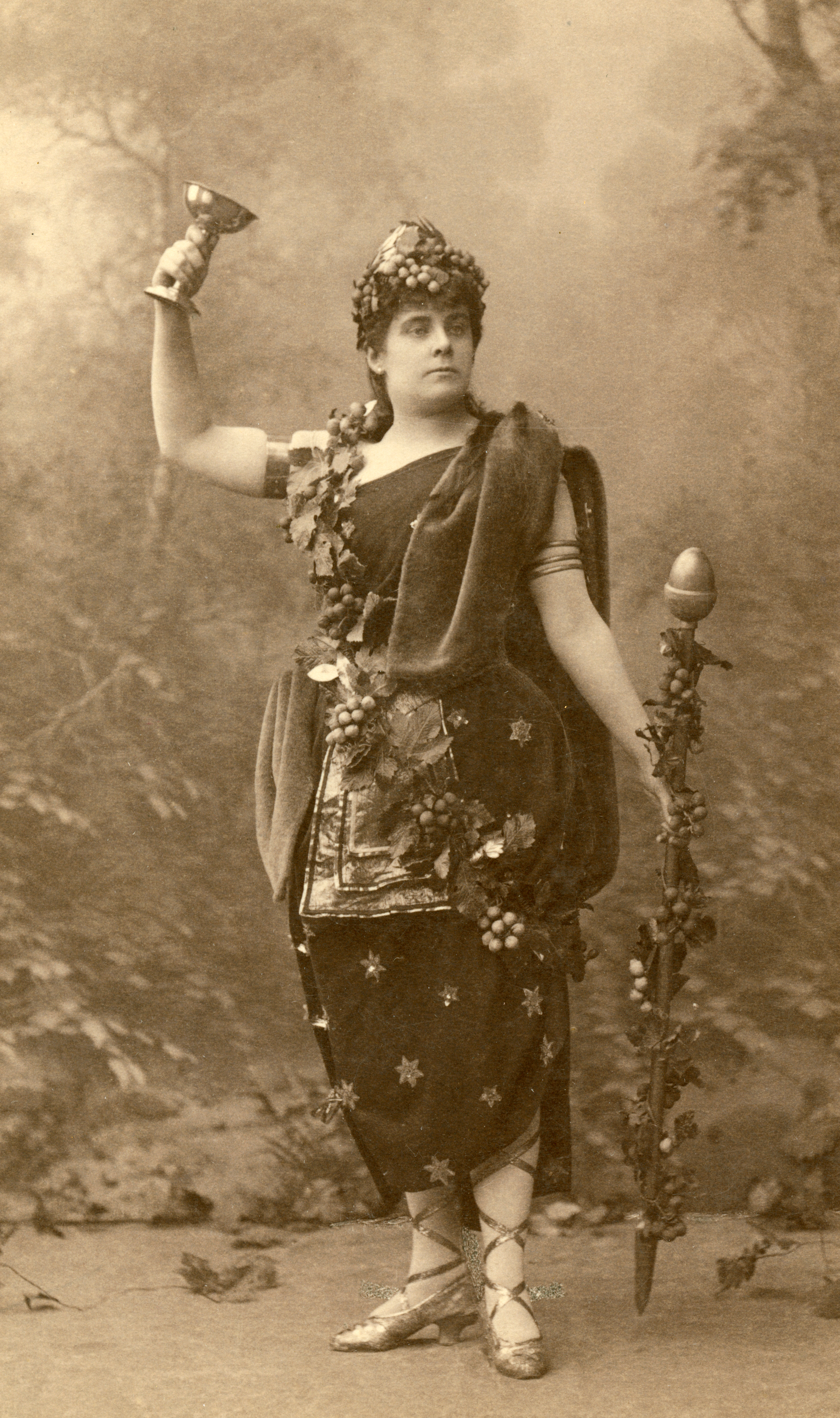
Louise Fahlman som Messalina i Arria och Messalina på Nya teatern 1887.

Adolf von Wilbrandt, född 24 augusti 1837 i Rostock, död där 10 juni 1911, var en tysk författare. Han var son till Christian Wilbrandt.

## Biografi
Wilbrandt studerade i sin födelsestad juridik, filosofi och historia, reste sedan till München, där han promoverades 1859, flyttade 1861 till Berlin, företog resor till Frankrike och Italien, var även 1865-71 bosatt i München. Sedan flyttade han till Wien, där han 1873 gifte sig med skådespelerskan Auguste Baudius och 1881-87 var Burgteaterns chef. 1887 flyttade han tillbaka till Rostock. Under sin första tid i München var Wilbrandt medredaktör av "Süddeutsche Zeitung".
Wilbrandt fick både Grillparzer- och Schillerpriset. 1907 mottog han en ståtlig hyllningsskrift. Redan 1884 blev han adlad av Ludvig II av Bayern.

## Verk (urval)
- Geister und Menschen (1864)
- Der Licentiat (1868)
- Novellen (1869)
- Neue Novellen (1870)
- Monografi över Heinrich von Kleist (1863)
- Monografier över Hölderlin (1870) och Fritz Reuter (1890)
- Der Graf von Hammerstein (1870)
- Kriemhild (1877)
- Caius Gracchus (1873)
- Arria und Messalina (1874)
- Giordano Bruno (1874)
- Robert Kerr (1880)
- Die Tochter des Herrn Fabricius (1883)
- Der Meister von Palmyra (1889)
- Die Eidgenossen (1896)
- Unerreichbar (1870, "Fångad", 1893)
- Jugendliebe ("Ungdomskärlek", uppförd 1895 i Stockholm)
- Die Maler (1872, "Konstnärsliv", uppförd 1903 i Stockholm)
- Der Dornenweg (1893)
- Die Osterinsel (1894)

### Romaner i svensk översättning
- Lifsleda. Stockholm: Ad. Bonnier. 1889. Libris 1627514
- Rothenburgarne : roman. Stockholm: Beijer. 1896. Libris 1664280
- Smygande gift : roman. Stockholm: Beijer. 1899. Libris 1664281